# Чиньяворык (сельское поселение)
Чиньяворык — административно-территориальная единица (административная территория посёлок сельского типа с подчинённой ему территорией) и муниципальное образование (сельское поселение с полным официальным наименованием муниципальное образование сельского поселения «Чиньяворык») в составе муниципального района Княжпогостского в Республике Коми Российской Федерации.
Административный центр — посёлок Чиньяворык.

## История
Статус и границы административной территории установлены Законом Республики Коми от 6 марта 2006 года № 13-РЗ «Об административно-территориальном устройстве Республики Коми».
Статус и границы сельского поселения установлены Законом Республики Коми от 5 марта 2005 года № 11-РЗ «О территориальной организации местного самоуправления в Республике Коми».

## Население
| 2010  | 2011  | 2012  | 2013  | 2014  | 2015  | 2016  |
| ----- | ----- | ----- | ----- | ----- | ----- | ----- |
| 1592  | ↘1571 | ↘1494 | ↘1435 | ↘1362 | ↘1205 | ↘1058 |
| 2017  | 2018  | 2019  | 2020  | 2021  |       |       |
| ↘1035 | ↘1024 | ↘1021 | ↘1008 | ↘612  |       |       |

## Состав
Состав административной территории и сельского поселения:
| № | Населённый пункт | Тип населённого пункта          | Население |
| - | ---------------- | ------------------------------- | --------- |
| 1 | Месъю            | посёлок                         | 11        |
| 2 | Чиньяворык       | посёлок, административный центр | 1561      |
| 3 | Шомвуково        | посёлок                         | 20        |